# Curtara notanda
Curtara notanda är en insektsart som beskrevs av Fowler 1930. Curtara notanda ingår i släktet Curtara och familjen dvärgstritar. Inga underarter finns listade i Catalogue of Life.